# Ожиговецька сільська рада
Ожигове́цька сільська́ ра́да — адміністративно-територіальна одиниця та орган місцевого самоврядування в Волочиському районі Хмельницької області. Адміністративний центр — село Ожигівці.

## Загальні відомості
- Територія ради: 35,901 км²
- Населення ради: 1 018 осіб (станом на 2001 рік)
- Територією ради протікає Збруч

## Населені пункти
Сільській раді підпорядковані населені пункти:
- с. Ожигівці
- с. Бутівці
- с. Соболівка

## Склад ради
Рада складається з 14 депутатів та голови.
- Голова ради: Кошелюк Володимир Миколайович
- Секретар ради: Криворучко Світлана Василівна

### Керівний склад попередніх скликань
| Прізвище, ім'я, по батькові   | Основні відомості                                            | Дата обрання | Дата звільнення |
| ----------------------------- | ------------------------------------------------------------ | ------------ | --------------- |
| Бура Анатолій Володимирович   | Сільський голова, 1953 року народження, член Народної партії | 26.03.2006   | 31.10.2010      |
| Кошелюк Володимир Миколайович | Сільський голова, 1978 року народження, освіта вища          | 31.10.2010   |                 |

Примітка: таблиця складена за даними сайту Верховної Ради України

### Депутати
За результатами місцевих виборів 2010 року депутатами ради стали:

#### За суб'єктами висування
| Суб'єкт висування | Кількість обраних депутатів | %    |
| ----------------- | --------------------------- | ---- |
| Самовисування     | 8                           | 57,1 |
| Народна партія    | 6                           | 42,9 |

#### За округами
| № округу       | Прізвище, ім'я, по батькові    | Дата визнання обраним | Освіта             | Партійна приналежність | Відомості про обраного депутата                                               |
| -------------- | ------------------------------ | --------------------- | ------------------ | ---------------------- | ----------------------------------------------------------------------------- |
| Народна Партія |                                |                       |                    |                        |                                                                               |
| 1              | Ковальчук Марія Дмитрівна      | 04.11.2010            | середня            | позапартійна           | тимчасово не працює                                                           |
| 2              | Куренчук Сергій Михайлович     | 04.11.2010            | середня            | позапартійний          | пенсіонер                                                                     |
| 4              | Державець Тетяна Олександрівна | 04.11.2010            | вища               | член Народної партії   | Ожиговецька бібліотека, завідувачка бібліотеки                                |
| 7              | Тарнопольська Алла Іванівна    | 04.11.2010            | вища               | член Народної партії   | Управління Держкомзему у Волочиському районі, спеціаліст                      |
| 11             | Фрезюк Лариса Іванівна         | 04.11.2010            | вища               | член Народної партії   | Ожиговецька сільська рада, головний бухгалтер                                 |
| 14             | Криворучко Світлана Василівна  | 04.11.2010            | вища               | член Народної партії   | Ожиговецька сільська рада, секретар                                           |
| Самовисування  |                                |                       |                    |                        |                                                                               |
| 3              | Паздрій Богдан Васильович      | 04.11.2010            | середня спеціальна | позапартійний          | тимчасово не працює                                                           |
| 5              | Молдован Олексій Іванович      | 04.11.2010            | середня            | позапартійний          | ТОВ «Волочиськ-агро», ВПАФ «Агромета», тракторист                             |
| 6              | Фрезюк Василь Валерійович      | 04.11.2010            | середня            | позапартійний          | ТОВ «Україна» с. Скорики Підволочиського району, тракторист                   |
| 8              | Ровенець Валерій Вікторович    | 04.11.2010            | середня            | позапартійний          | тимчасово не працює                                                           |
| 9              | Козак Тетяна Степанівна        | 04.11.2010            | середня            | позапартійна           | Територіальний центр з обслуговування одиноких громадян, соціальний працівник |
| 10             | Пшедзял Петро Дмиторович       | 04.11.2010            | середня            | позапартійний          | Волочиський машинобудівний завод, шофер                                       |
| 12             | Новоставська Галина Іванівна   | 04.11.2010            | середня            | позапартійна           | ТОВ «Агробізнес», різноробоча                                                 |
| 13             | Бараболя Анатолій Степанович   | 04.11.2010            | середня            | позапартійний          | тимчасово не працює                                                           |